# Wolfoo và hòn đảo kỳ bí
Wolfoo và hòn đảo kỳ bí là một bộ phim hoạt hình điện ảnh năm 2023 của Việt Nam được dựa trên sê-ri hoạt hình Wolfoo được ra mắt lần đầu tiên vào năm 2014. Bộ phim kéo dài khoảng 100 phút do  Sconnect đầu tư và sản xuất. Phim do Phan Thị Thơ làm đạo diễn với sự tham gia sản xuất của Lê Duy Khang, Đinh Sỹ Hiếu, Kiều Hùng Cương, Trương Ngọc Linh, Nguyễn Mai Phương, Trịnh Zy San, Trương Hoàng Nhung, Ninh Thị Thúy Phượng, Lê Minh Hoàng, Lê Chí Nguyên, Vũ Minh Hiếu, Nguyễn Trà Giang, Vũ Tiến Đạt, Nguyễn Thị Hảo, Ngô Thế Mạnh, Lê Thanh Dũng của các diễn viên lồng tiếng như Sony Minh Hiếu, Đạt Phi, Như Ý... Bộ phim được khởi chiếu chính thức tại Việt Nam vào ngày 13 tháng 10 năm 2023 dành cho mọi lứa tuổi. Đây được xem là bộ phim hoạt hình thương mại đầu tiên của Việt Nam.

## Sơ lược
Bộ phim xoay quanh câu chuyện của chú sói nhỏ 8 tuổi có tên Wolfoo – có tính cách vui vẻ, tốt bụng và thích được khám phá. Bên cạnh cậu là cô em gái 6 tuổi tên Lucy với tính cách tinh nghịch và hay làm nũng anh trai của mình. Bối cảnh phim được đặt khi cả hai anh em bị đưa vào một chiếc dây chuyền và đến Linh Giới – một vùng đất diệu kỳ. Khi bị dịch chuyển đến vùng đất mới, hai anh em đã bị tách lạc ra. Chính vì điều này, Wolfoo đã quyết định đi tìm em gái 6 tuổi của mình. Tuy nhiên, trên đường đi tìm em gái, chú sói nhỏ Wolfoo đã vướng cầu cuộc chiến của binh đoàn quỷ dữ do Chú quỷ Bane cai trị đảo Thần Bí đứng đầu.

## Nhân vật
- Wolfoo (8 tuổi): Chú sói nhỏ; sở hữu tính cách vui vẻ, tốt bụng và thích khám phá.
- Lucy (6 tuổi): Là em gái của Wolfoo thường xuyên làm nũng anh trai và yêu anh trai hết mực.
- Võ sư Bono: Người canh giữ dây chuyền màu nhiệm, khi chiếc dây chuyền bị lấy thì con trai ông là Bobo cũng đã mất tích. Ông là một người cọc cằn, bê tha, mê rượu nhưng rất trọng tình cảm.
- Công chúa tiên tộc Ali: Cùng Bono, cô nàng đảm nhận bảo vệ dây chuyền màu nhiệm. Cô bé hoạt bát nhưng lại rất tự ti.
- Hox: Nhân vật phản diện có tính hiếu thắng và lòng tự trọng cao.
- Chúa quỷ Bane: Nhân vật sẵn sàng giẫm đạp lên người khác để đạt được mục đích của mình.[6]

Bộ phim có sự tham gia lồng tiếng của Đạt Phi Media.

## Sản xuất
Vào năm 2014, nhân vật Wolfoo chính thức được ra mắt tại Việt Nam với những tập phim ngắn phát trên nền tảng YouTube. Sau hơn 9 năm phát triển, sê-ri đã thu hút khoảng 4,5 tỷ lượt xem hàng tháng với 3 nút kim cương và hàng trăm nút vàng, nút bạc của YouTube. Sau đó, tác phẩm cũng đã được dịch thuật sang nhiều thứ tiếng trên thế giới như: tiếng Anh, tiếng Tây Ban Nha, tiếng Pháp, tiếng Nga, tiếng Indonesia, tiếng Trung Quốc, tiếng Nhật, tiếng Hindi... Nguyên tác gốc của bộ phim cũng từng nhiều lần trở thành 1 trong 50 kênh YouTube có nhiều lượt xem nhất tại Hoa Kỳ. Theo chia sẻ của ê-kíp sản xuất, lý do có phiên bản điện ảnh sau phiên bản ngắn là do mong muốn khán giả của mình có thể xem phim tại rạp thay vì chỉ thông qua màn hình tivi hay ở điện thoại. Bộ phim do đạo diễn Phan Thị Thơ đảm nhận. Bộ phim đã mất khoảng 12 tháng để hoàn tất mọi công đoạn.
Theo chia sẻ của nhà sản xuất, "Sẽ rất tuyệt nếu những đứa trẻ được hòa mình vào nhân vật trong phim, được cùng Wolfoo buồn, vui, đi khám phá... trải qua nhiều cung bậc cảm xúc để từ đó có thể nuôi dưỡng những tâm hồn đầy màu sắc, mới mẻ và giàu tình cảm".

## Đón nhận

### Đánh giá
Theo nhà báo Thiên Di trên tờ VietNamNet, bộ phim đã thành công trong việc đưa vào 2 trong 12 yếu tố phát triển nhân cách và kỹ năng cho trẻ em lần lượt là Can đảm và Sáng tạo. Diễn hoạt của bộ phim được đầu tư kỹ lương, tự nhiên giữa nhân vật và môi trường. Nhà báo Thiên Di cũng ca ngợi phim đã ghi điểm nhờ vào kịch bản, diễn hoạt và hậu kỳ.

### Doanh số
Sau 7 ngày kể từ khi công chiếu, bộ phim Wolfoo và hòn đảo kỳ bí đã trở thành 1 trong 3 bộ phim có doanh thu phòng vé cao nhất Việt Nam sau Đất rừng phương Nam và Quỷ ám: Tín đồ với 2 tỷ đồng, hơn 800 suất chiếu và gần 15.000 vé bán ra.

## Phát hành
Bộ phim được khởi chiếu tại tất cả các rạp tại Việt Nam từ ngày 13 tháng 10 năm 2023 dành cho mọi lứa tuổi. Đây được xem là bộ phim hoạt hình điện ảnh đầu tiên phát hành với mục đích thương mại của Việt Nam.